# Drosanthemum flammeum
Drosanthemum flammeum är en isörtsväxtart som beskrevs av L. Bol. Drosanthemum flammeum ingår i släktet Drosanthemum och familjen isörtsväxter. Inga underarter finns listade i Catalogue of Life.